# Брудний маленький обман
Брудний маленький обман (англ. Dirty Little Trick) — американський трилер 2011 року.

## Сюжет
Майкл їхав по пустелі, підібравши на узбіччі Сару, він запропонував їй переночувати у нього вдома. Вранці Сара поїхала на автобусі, а в той же день до Майкла з обшуком прийшла поліція, яка розшукувала цю дівицю. Після цього Майкл став цікавий також для місцевих бандитів.

## У ролях
| Актор                   | Роль          |
| ----------------------- | ------------- |
| Дін Кейн                | Майкл         |
| Крісті Берсон           | Сара          |
| Майкл Медсен            | Віто          |
| Александрія Баллестерос | Даніелла      |
| Чері Бетан              | озвучка       |
| Ніколя Вікторія Бак     | офіціантка    |
| Марк ДеБоер             | людина в барі |
| Джессіка Даффі          | Ембер         |
| Джо Джонс               | Денні         |
| Маріо Ланза             | Річі          |
| Лорі Лав                | Роджерс       |
| Кім Ріні                | Мішель        |
| Брайан Роналдсей        | Джиммі Ті     |
| Дін Меттью Роналдсей    | Пітер         |
| Домінік Росс            | Вільямс       |
| Тіффані Шепіс           | Келлі         |